# Густав Хасфорд
Густав Хаселфорд (на английски: Gustav Hasford) е американски писател.

## Биография и творчество
Постъпва в морската пехота на САЩ по време на войната във Виетнам през 1967 година и служи като военен кореспондент. Написва полу-автобиографичната новела – „The Short-Timers“, по която през 80-те години е създаден филмът „Пълно бойно снаряжение“ на режисьора Стенли Кубрик и адаптиран сценарий на Майкъл Хер.
Филмът получава номинация за Оскар през 1987 година.
Библиофил, Хасфорд е арестуван през 1988 година от полицията в град Сан Луис Обиспо по обвинение в кражба на повече от 10 000 книги от различни библиотеки в САЩ и Англия. Пред съда пледира за невинност, тъй като взел книгите назаем, за да напише никога ненаписана книга за Гражданската война. Осъден е на три месеца обществено-полезен труд, за да заплати щетите.
Последната си книга, детективски роман наречен „A Gypsy Good Time“, издава през 1992 година.
Страдащ от диабет, заминава за остров Егина, Гърция. Умира на 22 януари 1993 година от тежка сърдечна недостатъчност.

## Книги
- The Short-Timers (1979) ISBN 0-553-23945-7
- The Phantom Blooper (1990) ISBN 0-553-05718-9
- A Gypsy Good Time (1992) ISBN 0-671-72917-9